# Странє-при-Великем Габру
Странє-при-Великем Габру (словен. Stranje pri Velikem Gabru) — поселення в общині Требнє, регіон Південно-Східна Словенія, Словенія.